# كول كنبد
كول كُنبَد (بالأردية: گول گُنبَد) هو ضريح الملك محمد عادل شاه من سلالة العادلشاهيين بدأ بناء القبر، لواقع في بيجابور، كرناتكا، الهند، في عام 1626 واكتمل في عام 1656. المبنى هو أحد المباني التي وضعتها اليونسكو على «قائمتها المؤقتة» لتصبح أحد مواقع التراث العالمي في عام 2014.